# Sigitas Parulskis
Sigitas Parulskis (ur. 10 lutego 1965 w Abelach) – litewski pisarz, poeta, eseista, dramaturg, krytyk.

## Życiorys
W 1990 ukończył studia w zakresie języka i literatury litewskiej na Uniwersytecie Wileńskim.
Pracował w redakcjach "Aitvaras", "Literatūra ir menas", "Lietuvos aidas", "Lietuvos rytas" i "Šiaurės Atėnai". W latach 2002–2003 był felietonistą tygodnika "Veidas".
Debiutował w 1990 zbiorem wierszy Iš ilgesio visa tai. Wydał szereg tomików poezji, trzy tomy esejów, zbiór opowiadań i dwie powieści. Jest również autorem sztuk teatralnych.
Tłumaczony na angielski, czeski, fiński, francuski, grecki, łotewski, niemiecki, polski, rosyjski, szwedzki, włoski i inne. W 2008 w Polsce ukazała się powieść Trzy sekundy nieba (Trys sekundės dangaus).
Od 1994 jest członkiem Litewskiego Związku Pisarzy.
Mieszka w Wilnie.

## Twórczość
Zbiory poezji
- Iš ilgesio visa tai (1990)
- Mirusiųjų (1994)
- Mortui sepulti sint (1998)
- 50 eilėraščių (1999)
- Dangaus durys dažytos (1999)
- Marmurinis šuo (2004)

Powieści
- Trys sekundės dangaus (2002, wyd. pol. Trzy sekundy nieba, 2008)
- Doriforė (2004)

Eseje
- Nuogi drabužiai (2002)
- Siužetą siūlau nušauti (2002)
- Miegas ir kitos moterys (2005)

Dramaty
- Iš gyvenimo vėlių (premiera 1995, Teatr Dramatyczny w Szawlach)
- P.S. Byla O. K. (premiera 1997, Litewski Narodowy Teatr Dramatyczny w Wilnie)
- Nenoriu susipažinti (premiera 1998, Litewskie Radio Państwowe)
- Trys pjesės (2006)

Scenariusze
- Meistras ir Margarita (2000, Teatr Oskarasa Koršunovasa)
- Barboros Radvilaitės testamentas (2002, Państwowy Teatr Młodzieży)

Opowiadania
- Sraigė su beizbolo lazda (2006)

## Nagrody
- 1991 – Nagroda Zigmasa Gėlė za literacki debiut roku
- 1995 – Nagroda Jaćwingów za tom poezji Mirusiųjų
- 1996 – nagroda "Kristoforas" za sztukę Iš gyvenimo vėlių
- 2002 - Nagroda Litewskiego Związku Pisarzy - Książka Roku Trys sekundės dangaus
- 2004 - Nagroda Państwowa w dziedzinie literatury